# Expedición Coppermine

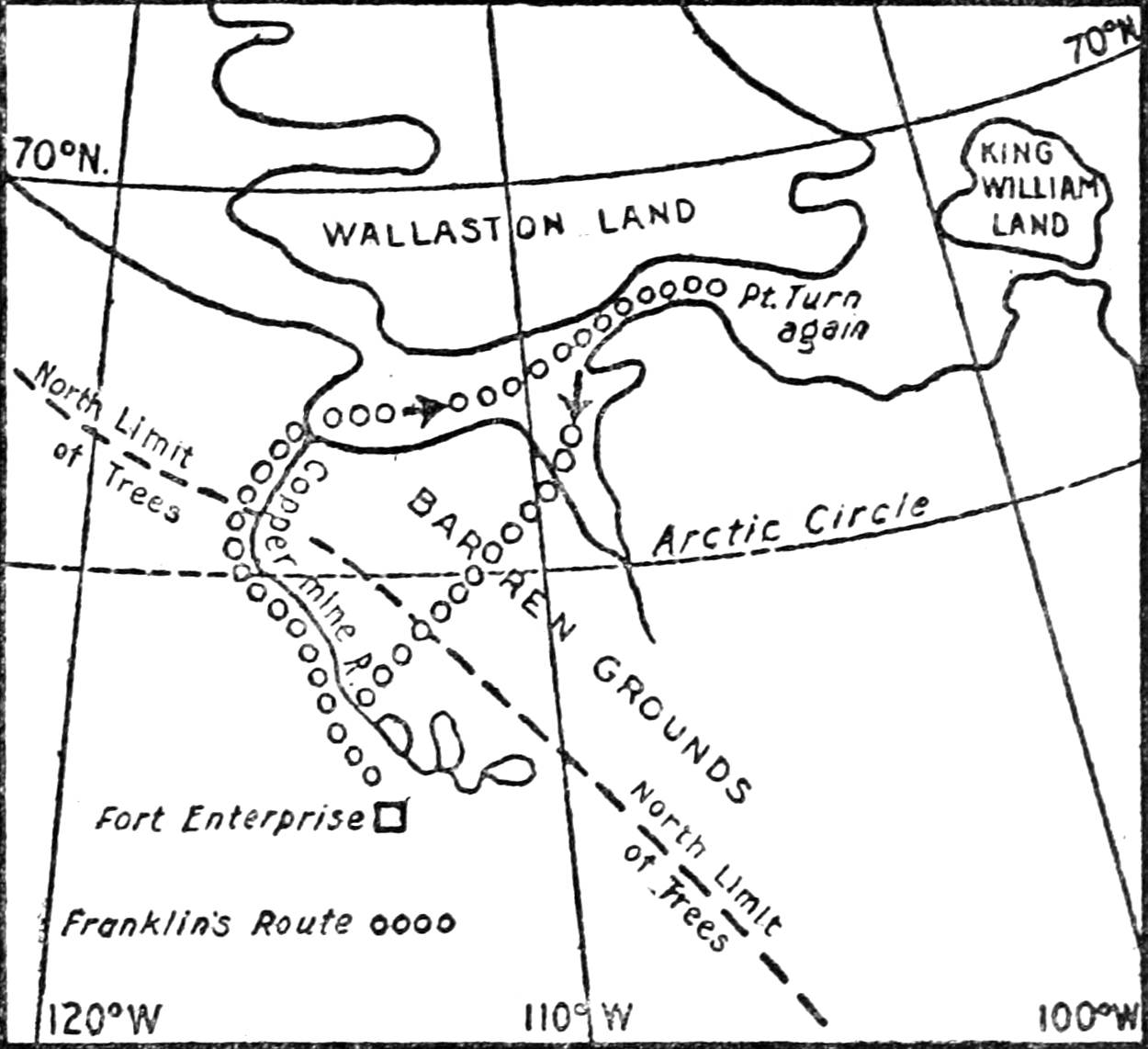
Mapa que muestra el descenso de Franklin del Coppermine y la retirada a través de los Barren Grounds [Tierras Baldías]

La expedición Coppermine (en inglés: Coppermine expedition) fue una empresa británica de reconocimiento por tierra realizada entre 1819 y 1822 para estudiar y trazar el área desde la bahía de Hudson hasta la costa norte de Canadá, yendo hacia el este desde la desembocadura del río Coppermine. La expedición fue organizada por la Royal Navy como parte de su intento de descubrir y cartografiar el Paso del Noroeste. Fue la primera de tres expediciones árticas dirigidas por John Franklin y también incluyó a George Back y John Richardson, quienes más adelante se convertirán en notables exploradores del Ártico por derecho propio.
La expedición estuvo marcada por una pobre planificación, la mala suerte y unos aliados poco fiables. La asistencia esperada de las empresas locales del comercio de pieles y de los pueblos nativos fue menos frecuente y generosa de lo esperado, y la línea de suministro disfuncional, junto con un clima inusualmente severo y la consiguiente ausencia de caza, hicieron que los exploradores nunca estuvieran lejos de morir de hambre. Finalmente, se llegó a la costa ártica, pero apenas se habían explorado 800 km antes de que el agotamiento de los suministros del grupo y el inicio del invierno los obligara a regresar.
Lo que siguió fue una retirada desesperada a través de un territorio inexplorado en un estado de hambre, a menudo sin nada más que líquenes para comer; de los 22 hombres del grupo 11 murieron en medio de acusaciones de asesinato y canibalismo. Los supervivientes fueron rescatados por miembros de la Nación Yellowknives, quienes previamente los habían dado por muertos.
Posteriormente, Franklin fue muy criticado por los comerciantes de pieles locales por su planificación desordenada y su falta de adaptación. De vuelta en Gran Bretaña fue recibido como un héroe y festejado por el coraje que había demostrado en la adversidad extrema. La expedición atrajo la imaginación del público y, en referencia a una medida desesperada que tomó mientras moría de hambre, se le conoció como «el hombre que se comió sus botas».

## Contexto

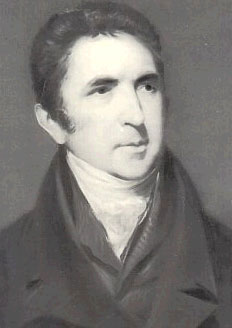
John Barrow fue la fuerza impulsora de la exploración del Ártico por parte de la Royal Navy a principios del

En los años posteriores a las guerras napoleónicas, la Armada británica, bajo la influencia de John Barrow (1764-1848), segundo secretario del Almirantazgo, centró su atención en el descubrimiento del Paso del Noroeste, una supuesta ruta marítima alrededor de la costa septentrional de Canadá que permitiría a los barcos europeos acceder fácilmente a los mercados de Oriente. La evidencia de la existencia de un pasaje provino del hecho de que los balleneros en el estrecho de Bering habían matado ballenas que portaban colmillos del tipo que se usaba en Groenlandia y viceversa, pero el laberinto de islas al norte de Canadá estaba casi completamente sin cartografiar; y no se sabía si existía un pasaje navegable sin hielo.
Hasta 1819, los europeos solo habían avistado dos veces la costa norte de Canadá. En 1771, Samuel Hearne había seguido el río Coppermine hasta el mar en un punto a unas 2400 km al este del estrecho de Bering. Fue seguido en 1789 por Alexander MacKenzie, quien rastreó lo que ahora es el río Mackenzie hasta mar abierto a 800 km al oeste de la desembocadura del Coppermine.
En 1818, Barrow había enviado su primera expedición a buscar el Paso del Noroeste. Dirigida por John Ross, terminó equivocadamente cuando Ross entró en el Lancaster Sound, la verdadera entrada al Paso del Noroeste, pero juzgando que era una bahía, dio la vuelta y regresó a Gran Bretaña. Al mismo tiempo, David Buchan intentó navegar directamente al Polo Norte desde Gran Bretaña (Barrow era un creyente en la hipótesis del mar polar abierto), pero regresó solo con la noticia de que la banquisa al norte de Spitsbergen era un barrera que no se podía traspasar.
Al año siguiente, Barrow planeó dos expediciones más al Ártico. Una expedición marítima al mando de William Edward Parry seguiría el trabajo de Ross, buscando una entrada al Paso del Noroeste desde el Lancaster Sound. Simultáneamente, otro grupo viajaría por tierra hasta la costa canadiense a través del río Coppermine y trazaría un mapa de la mayor parte de la costa posible, y tal vez incluso se encontraría con los barcos de Parry. John Franklin (1786-1847), un teniente que había comandado uno de los barcos de David Buchan el año anterior, fue elegido para dirigir el grupo por tierra.

## Preparativos
Las órdenes de Franklin eran de naturaleza algo general. Iba a viajar por tierra hasta el Gran Lago del Esclavo y desde allí ir a la costa por el río Coppermine. Al llegar a la costa se le aconsejó que se dirigiera al este hacia Repulse Bay al encuentro de los barcos (con suerte victoriosos) de William Edward Parry, pero si le parecía mejor, también se le dio la opción de ir al oeste para trazar un mapa de la costa entre los ríos Coppermine y Mackenzie, o incluso dirigiéndose al norte hacia mares totalmente desconocidos.
Más grave que la ambigüedad de las instrucciones fue el hecho de que la expedición se organizó con un presupuesto extremadamente limitado. John Franklin debía llevar solo un mínimo de personal naval y dependería de la ayuda externa durante gran parte del viaje. La asistencia manual iba a ser proporcionada por voyageurs —transportistas de pieles en canoa— métis proporcionados por la Compañía de la Bahía de Hudson y por su rival, la Compañía del Noroeste, mientras que los miembros locales de las Primeras Naciones de Yellowknives actuarían como guías y proporcionarían alimentos en caso de que se agotasen los suministros de John Franklin.
Sólo cuatro miembros del personal naval acompañaron a John Franklin; el médico, el naturalista y el segundo al mando John Richardson; dos guardiamarinas llamados Robert Hood y George Back, el último de los cuales había navegado con David Buchan en 1818; y un marinero ordinario llamado John Hepburn. Como se documenta en sus diarios, un segundo marinero ordinario, Samuel Wilkes, fue asignado inicialmente al grupo, pero enfermó al llegar a Canadá y no participó más en la expedición, regresando a Inglaterra con despachos. Más tarde se desempeñó como armero en el HMS Hecla en la expedición del capitán Parry en 1821.[cita requerida]

## La expedición

### Casa Cumberland
La Expedición Coppermine zarpó de Gravesend (Kent) el 23 de mayo de 1819 en un barco de suministros de la Compañía de la Bahía de Hudson, después de tres meses de planificación, e inmediatamente tuvo un incidente. El barco se había detenido brevemente frente a la costa de Norfolk, donde George Back tenía asuntos que atender, pero antes de que regresara sopló un viento favorable y el barco zarpó, dejando a Back que tuvo que dirigirse a su próxima parada en las Orkney en diligencia. y ferry.
Un problema más serio surgió en Stromness cuando la expedición, ya incorporado Back, intentó contratar a barqueros locales para que actuaran como manhaulers —tiradores de trineos— durante la primera parte del viaje a través de Canadá. El repentino éxito de las pesquerías de arenque ese año significó que los orcadenses estaban mucho menos dispuestos a inscribirse de lo que se había anticipado. Solo se reclutaron cuatro hombres, e incluso ellos acordaron ir solo hasta el fuerte Chipewyan en el lago Athabasca.
El 30 de agosto de 1819, los hombres de Franklin llegaron a la York Factory, el puerto principal en la costa suroeste de la bahía de Hudson, para comenzar la caminata de 2700 km hasta el Gran Lago del Esclavo. Inmediatamente se encontraron con el primero de los problemas de suministro que arruinarían la expedición. Gran parte de la asistencia ofrecida por la Compañía de la Bahía de Hudson y la North West Company no se materializó; las empresas habían pasado los años anteriores en un estado de guerra virtual y la cooperación entre ellas sería prácticamente inexistente: tenían pocos recursos de sobra.
A Franklin se le proporcionó una embarcación demasiado pequeña para transportar todas sus provisiones —aunque se le aseguró que le enviarían el resto— y procedió por las rutas comerciales normales hasta la Cumberland House; poco más que una cabaña de troncos que albergaba a 30 hombres de la bahía de Hudson. Él y sus hombres pasaron el invierno aquí. El invierno de 1819 fue duro y, de manera inquietante, los nativos de las Primeras Naciones locales que acudieron al puesto en busca de suministros les informaron que la caza se había vuelto tan escasa que algunas familias recurrían al canibalismo para sobrevivir.

### Fuerte Chipewyan

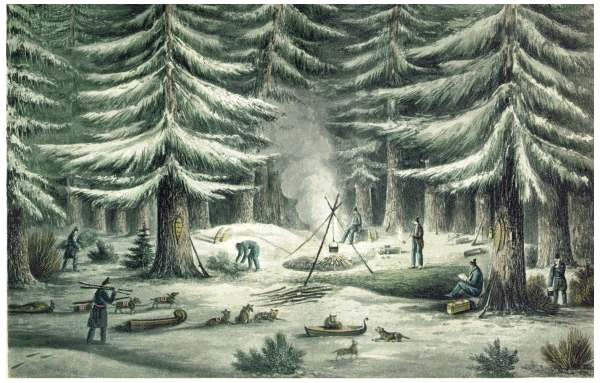
Construcción de un campamento durante el primer invierno de la expedición.

En enero siguiente, Franklin, Back y Hepburn formaron un grupo de avanzada para atravesar los bosques de pinos hasta el fuerte Chipewyan, contratar voyageurs y organizar los suministros para la siguiente etapa de la expedición. Liderados por guías canadienses, los británicos, que no tenían experiencia en los duros inviernos canadienses, encontraron el viaje extremadamente arduo. El frío constante y extremo congelaba su té casi inmediatamente después de haberlo servido, así como el mercurio en sus termómetros.
Sin tiendas de campaña, estaban agradecidos por la nieve, ya que les proporcionaba una capa adicional de aislamiento sobre sus mantas. Franklin escribiría más tarde que el viaje trajo «una gran mezcla de circunstancias agradables y desagradables. Si se equilibrara la cantidad de cada una, sospecho que la última sería mucho más preponderante».
El grupo de avanzada llegó a Fort Chipewyan a finales de marzo, después de haber recorrido unos 1400 km en seis semanas. Una vez allí, Franklin encontró que equipar su expedición era mucho más difícil de lo que se había anticipado. El duro invierno significaba que apenas había comida disponible, y tuvo que conformarse con una vaga promesa de que los cazadores los alimentarían en el camino y que el jefe de las Primeras Naciones de Coppermine ofrecería ayuda.
Los mejores voyageurs estaban preocupados por el conflicto entre las dos empresas de comercio de pieles, o no querían arriesgarse a emprender un viaje a un terreno desconocido, muy fuera de su cordillera habitual y con suministros inciertos. Finalmente, Franklin pudo reclutar un equipo de 16 voyageurs, pero la mayoría de los hombres estaban muy por debajo del estándar que deseaba.

### Fort Enterprise

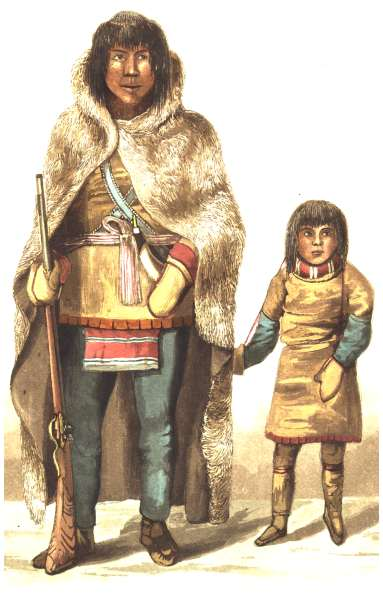
Cacique nativo Akaitcho con su hijo

Reunidos con Hood y Richardson, el grupo partió hacia el Gran Lago del Esclavo en julio, y llegó al puesto comercial en Old Fort Providence en su costa septentrional diez días después. Allí conocieron a Akaitcho, el líder de la Primera Nación Yellowknives local que habían sido reclutados por la Compañía del Noroeste como guías y cazadores de los hombres de Franklin. Akaitcho, descrito como un hombre «de gran penetración y astucia», comprendió el concepto del Paso del Noroeste y escuchó pacientemente mientras Franklin explicaba que su uso traería riqueza a su pueblo. Al parecer, al darse cuenta de que Franklin estaba exagerando los beneficios, hizo una pregunta que Franklin no pudo responder: ¿por qué, si el Paso del Noroeste era tan crucial para el comercio, no se había descubierto ya?
Su punto de vista fue efectivamente expuesto y Akaitcho discutió sus términos con Franklin. A cambio de la cancelación de las deudas de su tribu con la Compañía del Noroeste y de un suministro de armas, municiones y tabaco, sus hombres cazarían y guiarían a Franklin en el viaje hacia el norte por el río Coppermine y dejarían depósitos de comida para su regreso.. Sin embargo, no entrarían en las tierras de los inuit en el extremo norte del río, ya que los Yellowknives y los inuit se veían con hostilidad y sospecha mutuas. Akaitcho advirtió a Franklin que al ser un año tan difícil, no podía garantizar que siempre hubiera comida disponible.
Franklin y sus hombres pasaron el resto del verano de 1820 viajando hacia el norte hasta un punto en la orilla del río Snare que Akaitcho había elegido como su cuartel de invierno. La comida se agotó rápidamente y los voyageurs comenzaron a perder la fe en su líder; las amenazas de Franklin de un castigo severo evitaron un motín a corto plazo, pero erosionaron la buena voluntad que quedaba en los hombres. El campamento, que Franklin llamó Fort Enterprise, fue alcanzado sin más incidentes, y se construyeron cabañas de madera como cuarteles de invierno.

### El río Coppermine

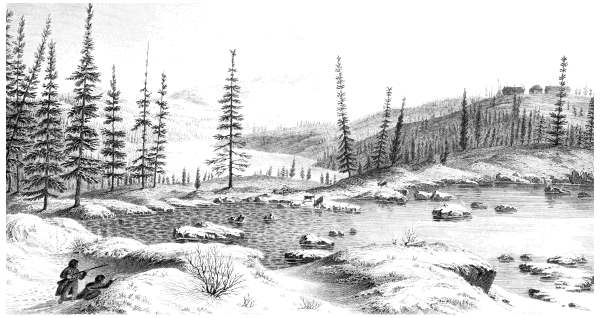
Invierno en Fort Enterprise

El segundo invierno de la expedición en Canadá fue otro invierno difícil. Los suministros llegaban solo de forma intermitente; las empresas rivales preferían dejar que la otra fuese la que las proporcionase. Las municiones se agotaron y los cazadores nativos fueron menos efectivos de lo que se esperaba. Finalmente, con la partida en riesgo de morir de hambre, Back fue enviado de regreso a Fort Providence para intimidar a las empresas para que actuaran. Después de un viaje de 1900 km con raquetas de nieve, a menudo sin refugio más allá de las mantas y una piel de ciervo con temperaturas tan bajas como −55 °C, Back regresó con suficientes suministros para satisfacer las necesidades inmediatas de la expedición.

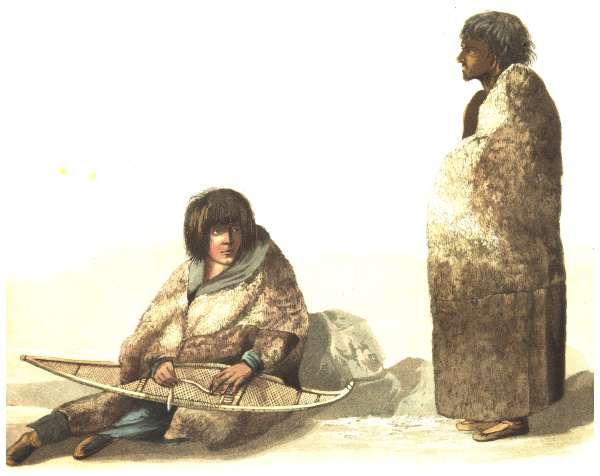
"Greenstockings" (izquierda), por quien los guardiamarinas Robert Hood y George Back casi se batieron en duelo

También hubo disturbios continuos en el campamento. Los voyageurs, encabezados por los dos intérpretes Pierre St Germain y Jean Baptiste Adam, se rebelaron. Las amenazas de Franklin fueron ineficaces; con St Germian y Adam insistiendo en que continuar en las tierras vírgenes significaría una muerte segura, la amenaza de ejecución por motín era ridícula. La negociación de Willard Wentzel, el representante de la North West Company, finalmente restauró una tregua incómoda. La discordia no se limitó a los voyageurs; Back y Hood habían peleado por el afecto de una chica nativa apodada Greenstockings (Medias Verdes), y se habrían batido a duelo con pistolas por ella si John Hepburn no les hubiera quitado la pólvora de sus armas. La situación se calmó cuando Back fue enviado al sur. Hood posteriormente engendró un hijo con Greenstockings.
Pasó el invierno de 1820-21 y Franklin partió de nuevo el 4 de junio de 1821. Sus planes para el siguiente verano eran vagos; había decidido explorar el este desde la desembocadura del Coppermine con la esperanza de encontrarse con William Edward Parry o llegar a Repulse Bay, donde podría obtener suministros adecuados de los inuit locales para poder regresar directamente a la York Factory a través de la bahía de Hudson. Sin embargo, si Parry no aparecía, o no podía llegar a Repulse Bay, volvería sus pasos por la ruta de ida o, si le parecía mejor, regresaría directamente a Fort Enterprise a través de las inexploradas Barren Lands localizadas al este del río Coppermine.

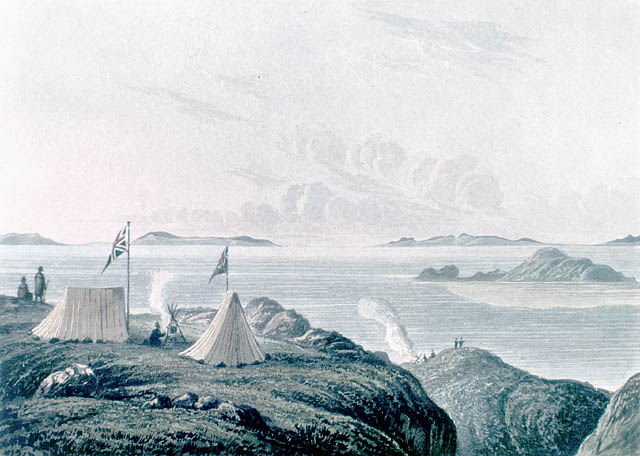
El campamento de Franklin en la desembocadura del río Coppermine

Los guías nativos regresaron a casa como se había acordado, al igual que Wentzel, dejando a Franklin con quince voyageurs y sus cuatro británicos. Franklin dio órdenes a los que partían de que se dejaran alijos de comida en la ruta y de que, lo más importante, Fort Enterprise se abasteciera con una gran cantidad de carne seca. Con lo avanzado de la temporada, este último punto era crucial porque Franklin ahora temía que si, como parecía probable, no lograba llegar a Repulse Bay, el mar se congelaría y evitaría que regresara a la desembocadura del río Coppermine. De ser así, se vería obligado a regresar directamente a través de las Barren Lands, donde él y sus hombres dependerían de cualquier alimento que pudieran buscar. Por lo tanto, existía un riesgo real de que estuvieran al borde de la inanición cuando llegaran a Fort Enterprise. Franklin reiteró con frecuencia que las cabañas bien abastecidas eran cruciales para su supervivencia.
El viaje por el río Coppermine tomó mucho más tiempo de lo planeado, y Franklin rápidamente perdió la fe en sus guías nativos, quienes de hecho conocían el área solo un poco mejor que él, y le aseguraban que el mar estaba cerca, luego lejos, luego cerca otra vez.. El hielo de los ríos y lagos todavía estaba firme, y durante los primeros 188 km del viaje las canoas tuvieron que ser arrastradas en trineos. El océano Ártico fue avistado finalmente el 14 de julio, poco antes de que la expedición se encontrara con su primer campamento inuit. Los inuit huyeron y los hombres de Franklin nunca tuvieron la oportunidad de hacer más contacto o intercambiar suministros con ellos, como esperaban. El campamento abandonado dio una nueva indicación de la escasez de alimentos en la zona; las existencias de salmón seco estaban podridas e infestadas de gusanos, y la carne seca consistía principalmente en pequeños pájaros y ratones.

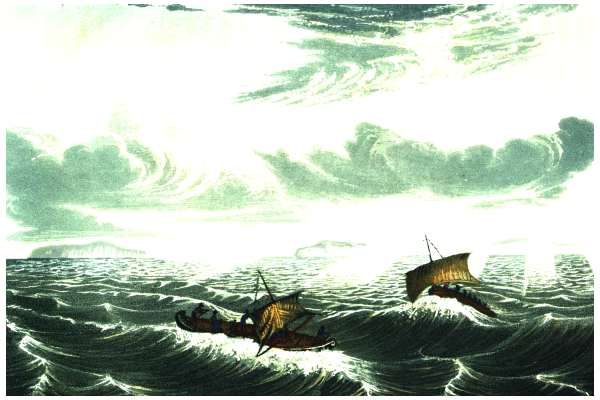
Las canoas de Franklin atrapadas por una tormenta en el golfo de la Coronación el 23 de agosto de 1821

En la desembocadura del Coppermine, Franklin partió hacia el este en tres canoas con comida suficiente para catorce días. Su avance se vio obstaculizado por tormentas que frecuentemente dañaban las canoas. Los intentos de complementar sus raciones con la caza fueron tan infructuosos que Franklin sospechó que los voyageurs no encontraban caza deliberadamente para obligarles a darse la vuelta.
El 22 de agosto, después de cartografiar aproximadamente 1085 km de costa, Franklin se detuvo en un lugar que designó como punta Turnagain, en la península de Kent, a unas 40 km al noreste del cabo Flinders. Como había temido, el mar embravecido y los daños en sus canoas hicieron impracticable el regreso a través del Coppermine. El grupo decidió regresar a través del río Hood, desde donde intentarían hacer un regreso por tierra a través de las Barren Lands.

### Viaje de regreso e inanición

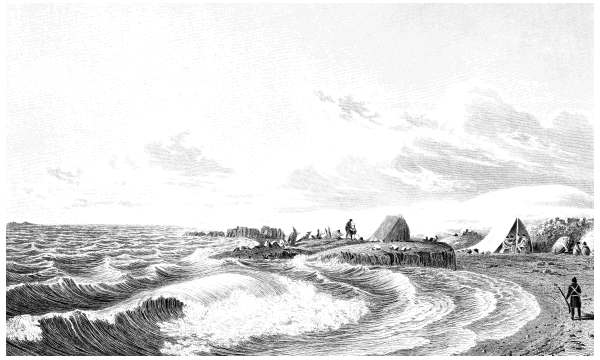
El grupo acampado en punta Turnagain, justo antes de que eligieran regresar a Fort Enterprise

Su paso por las Barren Lands fue extremadamente arduo; el suelo era una extensión traicionera de rocas afiladas que cortaban sus botas y pies, y era una amenaza constante de lesiones más graves. Richardson comentó que «si alguien se hubiera roto un miembro aquí, su destino habría sido realmente melancólico, ya que no podríamos habernos quedado con él ni llevarlo con nosotros». Las canoas resultaron difíciles de transportar y los voyageurs las dejaron caer (Franklin sospechaba que deliberadamente ) y quedaron completamente inutilizables.
El invierno llegó temprano, la caza se hizo aún más escasa de lo que ya había sido, y el 7 de septiembre de 1821 las raciones de la expedición estaban agotadas. Aparte de los raros ciervos que lograron matar, se vieron obligados a comer líquenes apenas nutritivos, bautizados con el nombre de tripa de roca, y algún ocasional cadáver en descomposición dejado por las manadas de lobos. La desesperación fue tal que incluso hirvieron y devoraron el cuero de sus botas de repuesto.
El 13 de septiembre el grupo llegó al lago Contwoyto y al día siguiente alcanzaron el río Contwoyto. Sus desastrosos intentos de cruzarlo dieron como resultado que las canoas zozobraran varias veces, dejando a uno de los voyageurs varado en los rápidos que le llegaban hasta la cintura durante varios minutos. Fueron necesarios cuatro intentos para rescatarlo. Durante el incidente, Franklin también perdió sus diarios y todas las observaciones meteorológicas de la expedición.

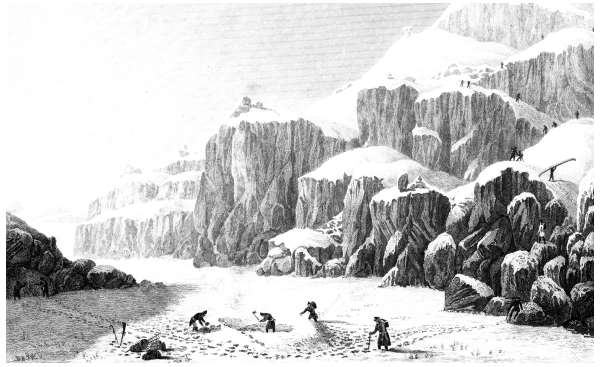
El grupo preparando un campamento y recolectando líquenes en las Barren Lands, 20 de septiembre de 1821

Los voyageurs, que transportaban una carga media de 40 kg cada uno y a los que se les había prometido una ración de 3,6 kg de carne al día cuando se inscribieron, sufrieron más por el hambre. Su descontento se convirtió nuevamente en rebelión. En secreto, descartaron parte del equipo pesado, incluidas las redes de pesca, lo que resultaría en una pérdida grave. Richardson escribió que «se desesperaron y fueron perfectamente independientes de las órdenes de los oficiales».
Lo único que evitó su deserción en masa fue el hecho de que no sabían cómo encontrar Fort Enterprise por sí mismos. Sin embargo, comenzaron a darse cuenta de que Franklin también tenía poca idea de su ubicación. Su brújula fue de poca utilidad ya que se desconocía la desviación magnética del área y la constante nubosidad hacía imposible la navegación celeste. Sólo se evitó un motín a gran escala cuando llegaron a un gran río el 26 de septiembre, sin duda el Coppermine.
El júbilo del grupo por haber llegado al río se convirtió rápidamente en desesperación cuando se hizo evidente que, sin botes, les sería imposible cruzar el río para llegar a Fort Enterprise. Franklin estimó que se encontraba a 64 km de distancia en la orilla opuesta. El río de corriente rápida tenía 110 m de anchura en algunos lugares, y los intentos de encontrar un lugar donde se pudiera vadear resultaron inútiles. Los voyageurs, según Richardson, «lamentaron amargamente su locura al romper la canoa» y se volvieron «descuidados y desobedientes... [y] dejaron de temer el castigo o la esperanza de recompensa». Uno de ellos, Juninus, se escabulló, tal vez con la esperanza de ponerse a salvo por sí mismo, y nunca regresó. El propio Richardson arriesgó su vida tratando de cruzar a nado el río con una cuerda atada alrededor de su cintura, pero perdiendo la sensibilidad en sus extremidades se hundió en el lecho del río y tuvo que ser arrastrado de regreso. La hipotermia minó sus fuerzas, dejándolo prácticamente inválido.
Con el grupo hambriento debilitándose rápidamente, la situación fue salvada por Pierre St Germain, quien fue el único que tuvo la fuerza y la voluntad para construir una canoa improvisada para un solo hombre con ramas de sauce y lona. Los otros hombres le vitorearon cuando, el 4 de octubre, cruzó el río, arrastrando un salvavidas. El resto del grupo cruzó uno a uno cada vez. El bote se hundía más y más en el agua mientras lo hacían, pero todos cruzaron con seguridad.

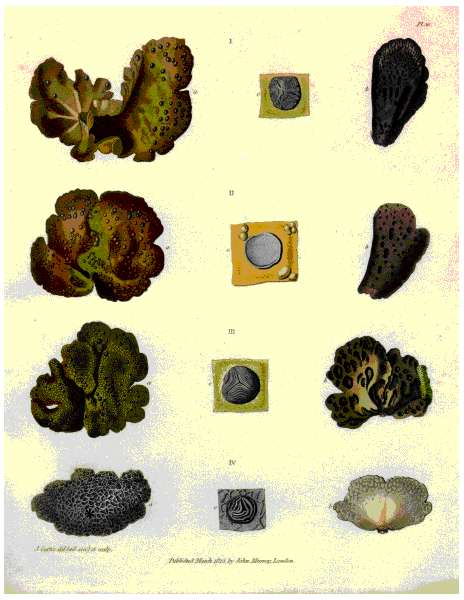
Líquenes (tripe de roche) del tipo ingerido por la partida en ausencia de cualquier otro alimento

Fort Enterprise estaba ahora a menos de una semana de marcha, pero para algunos de los hombres hambrientos, eso resultaría ser una barrera infranqueable. Al final del grupo, los dos voyageurs más débiles, Credit y Vaillant, colapsaron y quedaron donde cayeron. Richardson y Hood también estaban demasiado débiles para continuar.
En ese punto Franklin dividió su partida. Back, el oficial más apto que quedaba, fue enviado con tres voyageurs para traer comida desde Fort Enterprise. Franklin seguiría a un ritmo más lento con los voyageurs restantes. Hood y Richardson se quedarían en su campamento, con Hepburn para cuidarlos, con la esperanza de que alguna de las otras partidas pudiera llevarles comida. Franklin estaba preocupado por el aparente abandono de Hood y Richardson, pero insistieron en que el grupo tendría más posibilidades de sobrevivir sin ellos.
Franklin había recorrido una corta distancia hacia Fort Enterprise cuando cuatro voyageurs —Michel Terohaute, Jean Baptiste Belanger, Perrault y Fontano— dijeron que no podían continuar y pidieron regresar al campamento de Hood y Richardson. Franklin estuvo de acuerdo. Se tambaleó hacia Fort Enterprise con sus cinco compañeros restantes, cada vez más y más débiles. No se encontró nada de caza, incluso si alguno de ellos hubiera sido lo suficientemente fuerte como para sostener un rifle, y al contar la historia, Franklin hizo un comentario que se haría famoso: «No había tripe de roche, así que bebimos té y comimos un poco de nuestros zapatos para la cena».
El grupo de Franklin llegó a Fort Enterprise el 12 de octubre, dos días después de Back. Lo encontraron desierto y sin existencias. Las provisiones prometidas de carne seca no habían aparecido y no había nada para comer excepto huesos del invierno anterior, algunas pieles podridas que se habían usado como ropa de cama y un poco de tripe de roche. Una nota de Back explicaba que había encontrado el fuerte en ese estado y que se dirigía hacia Fort Providence para buscar a Akaitcho y sus nativos. El grupo se desesperó.
Dos voyageurs, Augustus y Benoit, partieron río arriba con la esperanza de encontrar a algunos nativos. El resto del grupo permaneció, demasiado débil para seguir adelante. Dos de los voyageurs se echaron a llorar y esperaron a morir, e incluso el normalmente optimista Franklin escribió sobre lo rápido que se evaporaban sus fuerzas. Ninguno de ellos había comido carne durante cuatro semanas.

### Asesinato
De los cuatro voyageurs que habían abandonado el grupo de Franklin para regresar a Hood y Richardson, solo Terohaute llegó al campamento, habiendo tardado varios días en cubrir los 6,4 km desde donde le dejó Franklin. Les dijo a los británicos que se había separado de los demás y supuso que lo seguirían. Las dudas que los oficiales pudieran haber tenido sobre su historia dieron paso a la gratitud cuando les obsequió carne, que dijo que provenía de una liebre y una perdiz que había logrado matar en el camino. Dos días después fue a cazar y trajo carne que, según dijo, provenía de un lobo que había encontrado. Los británicos estaban encantados y devoraron con entusiasmo la carne.
Sin embargo, durante los días siguientes, el comportamiento de Terohaute se volvió cada vez más errático. Desaparecía durante breves períodos, negándose a decir adónde había ido. No recogía tripe de roche. Cuando se le pidió que fuera a cazar, se negó, respondiendo que «no hay animales, es mejor que me mates y me comas». Más tarde acusó a los británicos de haberse comido a su tío.
En algún momento (el diario de Richardson no deja claro cuándo), Richardson y Hood comenzaron a sospechar que Terohaute había matado a los tres voyageurs desaparecidos y que estaba desapareciendo del campamento para alimentarse de sus cadáveres. La «carne de lobo» que habían comido probablemente era carne humana. El 20 de octubre, mientras Richardson y Hepburn buscaban comida, escucharon un disparo desde el campamento. Encontraron a Hood muerto y a Terohaute de pie con una pistola en la mano.
La explicación de Terohaute fue que Hood había estado limpiando su arma y que se había disparado, acertándole en la cabeza. La afirmación era evidentemente absurda; el rifle era demasiado largo para que a un hombre se le disparara y le diera; además, Hood había recibido un disparo en la nuca, aparentemente mientras leía un libro. Pero siendo Terohaute más fuerte que ellos y estando armado, no había nada que Hepburn y Richardson pudieran hacer durante los siguientes tres días, ya que Terohaute se negó a perderlos de vista y se volvió cada vez más agresivo, preguntando repetidamente si pensaban que había asesinado a Hood. Finalmente, el 23 de octubre, Terohaute los dejó durante un corto tiempo para recolectar líquenes. Richardson aprovechó la oportunidad para cargar su pistola y, al regreso de Terohaute, lo mató a tiros.

### Rescate
Richardson y Hepburn lucharon hasta Fort Enterprise y quedaron consternados por la escena cuando llegaron el 29 de octubre de 1821. De los cuatro hombres que quedaban, solo Peltier estaba lo suficientemente fuerte como para pararse y saludarlos. Las tablas del suelo habían sido desenterradas para hacer leña, y los hombres hambrientos habían quitado las pieles que cubrían las ventanas y las habían comido. Richardson escribió que «los rostros espantosos, los globos oculares dilatados y las voces sepulcrales del capitán John Franklin y los que estaban con él eran más de lo que pudimos soportar al principio».
Durante más de una semana, los hombres de Fort Enterprise subsistieron a base de tripe de roche  y pieles de ciervo podridas, que comieron con los gusanos, que sabían «tan bien como grosellas». Dos de los voyageurs, Peltier y Samandré, murieron la noche del 1 de noviembre. El tercero, Adam, estuvo a punto de morir. Las extremidades de Hepburn comenzaron a hincharse con un edema por deficiencia de proteínas. Finalmente, el 7 de noviembre llegó la ayuda con la llegada de tres de los hombres de Akaitcho, con quienes Back —que también había perdido a un hombre por inanición— finalmente había logrado establecer contacto. Trajeron comida, pescaron pescado para los supervivientes y los trataron «con la misma ternura que habrían dado a sus propios bebés». Después de reunir fuerzas durante una semana, dejaron Fort Enterprise el 15 de noviembre y llegaron a Fort Providence el 11 de diciembre.
Akaitcho les explicó por qué Fort Enterprise no había sido abastecido con alimentos como se había prometido. En parte fue que tres de sus cazadores habían muerto cuando cayeron a través del hielo en un lago congelado, y que no le habían proporcionado municiones en Fort Providence, pero admitió que la razón principal por la que el fuerte había sido abandonado era que había creído que la expedición de los hombres blancos era el colmo de la locura y que no regresarían con vida a Fort Enterprise. A pesar de ello, Franklin se negó a culpar a Akaitcho, quien le había mostrado mucha amabilidad durante el rescate y debido a la disputa en curso entre las empresas peleteras, no había recibido el pago que le habían prometido.

## Consecuencias

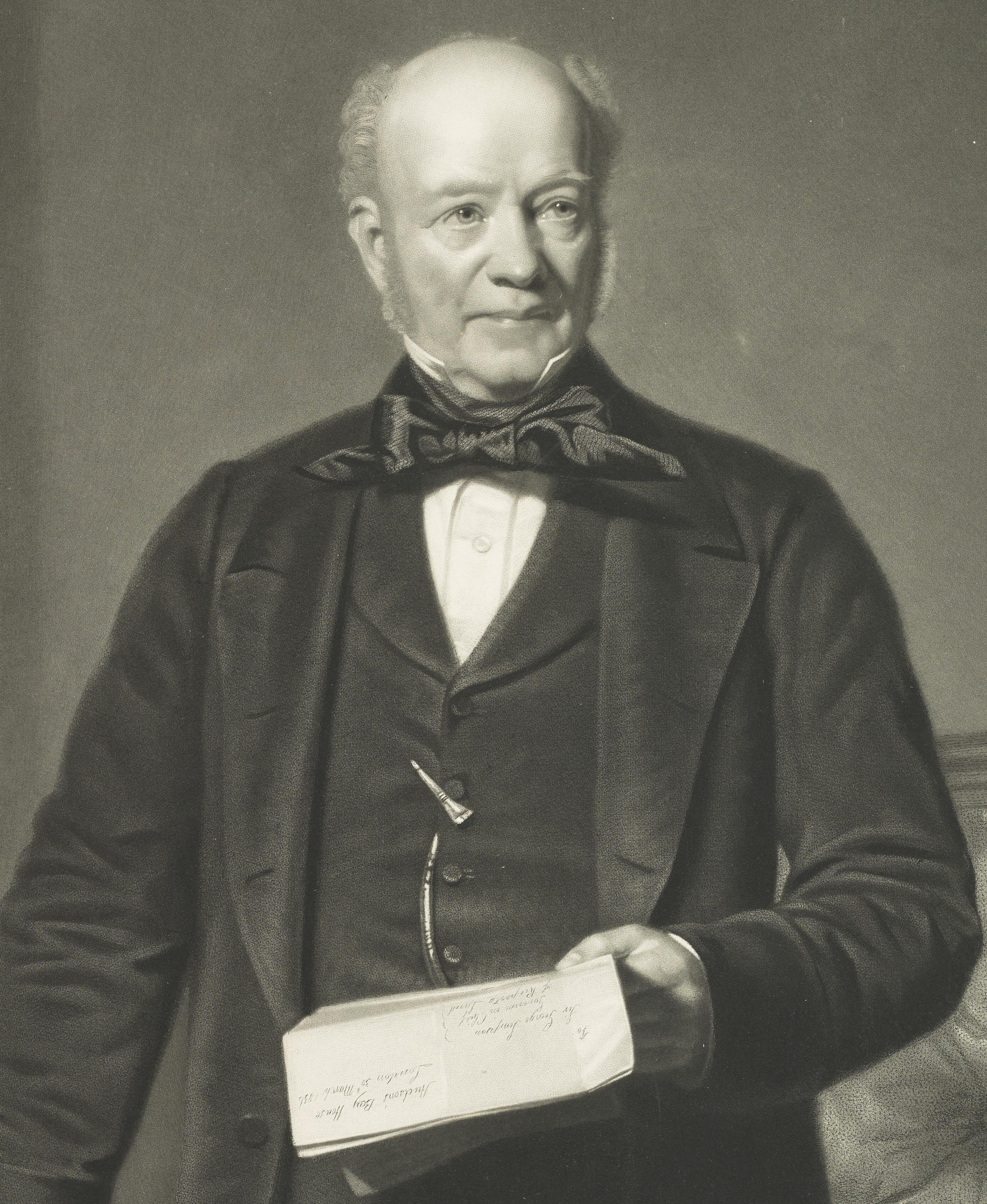
Sir George Simpson, un crítico particularmente vehemente de Franklin

Según casi cualquier criterio objetivo, la expedición había sido un desastre. Franklin había viajado 8900 km y perdido a 11 de sus 19 hombres, solo para trazar un mapa de una pequeña parte de la costa. No se acercó a su objetivo de Repulse Bay o al encuentro con los barcos de William Edward Parry. Cuando el grupo regresó a la York Factory en julio de 1822, George Simpson de la Compañía de la Bahía de Hudson, que se había opuesto a la expedición de John Franklin desde el principio, escribió que «no se sienten en libertad de entrar en los detalles de su desastrosa empresa, y me temo que no han cumplido plenamente el objetivo de su misión».
Simpson y otros comerciantes de pieles que conocían el terreno fueron mordaces en sus descripciones de la mala planificación de la expedición y la evaluación de la competencia de Franklin. Su renuencia a desviarse de su plan original, incluso cuando se hizo obvio que los suministros y la caza serían demasiado escasos para completar el viaje de manera segura, se citaron como evidencia de su inflexibilidad e incapacidad para adaptarse a una situación cambiante. Si Franklin hubiera tenido más experiencia, podría haber reconsiderado sus objetivos o haber abandonado la expedición por completo.
En una carta redactada con particular dureza, Simpson también escribió sobre las fallas físicas de Franklin; «[Él] no tiene la fuerza física necesaria para el trabajo de un viaje moderado en este país; debe tener tres comidas por dia, el té le es indispensable, y con el máximo esfuerzo no puede caminar más de ocho millas en un día, por lo que no sigue si esos caballeros fracasan cuando las dificultades son insuperables». Sin embargo, debe tenerse en cuenta que muchos de los comerciantes de pieles se resintieron por haber tenido que ayudar a Franklin en primer lugar, y Simpson en particular estaba enojado con lo que él veía como el apoyo de Franklin a la compañía rival, la North West Company, en su guerra comercial.
También hubo oscuros rumores sobre lo que les había sucedido exactamente a Hood y Terohaute. El único relato del incidente fue el de Richardson, publicado después de consultar con Franklin, y no había nada que probara que él y Hepburn no hubieran matado y comido a Hood y a los propios cuatro voyageurs. Wentzel, el intérprete de la North West Company a quien se culpó por no asegurarse de que Fort Enterprise estuviera abastecido, llegó a acusar a Richardson de asesinato y exigió que fuera llevado a juicio. Posteriormente, Back le escribió que «a decir verdad, Wentzel, han sucedido cosas que no deben ser conocidas». El Almirantazgo no inició ninguna investigación oficial y el asunto se abandonó en silencio.

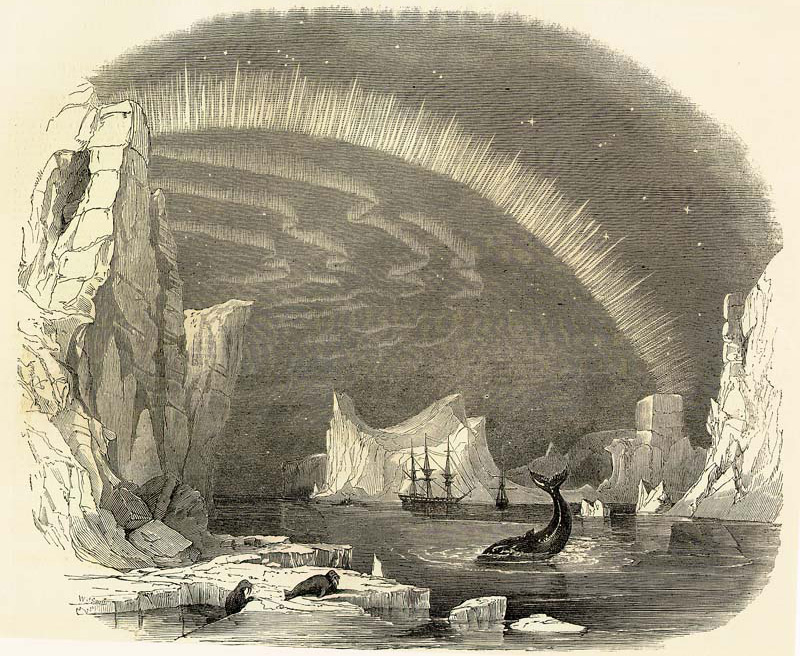
La romántica vista victoriana del Ártico

Cuando Franklin regresó a Inglaterra en octubre de 1822, ninguno de los rumores o críticas importaron. El incumplimiento de los objetivos clave de la expedición se pasó por alto en favor de la admiración por su historia de valentía frente a la adversidad. Franklin, que había sido nombrado comandante en su ausencia, fue ascendido a capitán el 20 de noviembre y elegido miembro de la Royal Society, mientras que Back fue nombrado teniente.
El relato de la expedición de Franklin, publicado en 1823, llegaría a ser considerado como un clásico de la literatura de viajes, y cuando la editorial no pudo satisfacer la demanda, las copias de segunda mano se vendieron por hasta diez guineas. La gente común lo señalaba en la calle y, recordando sus desesperadas medidas para evitar el hambre, se le conoció cariñosamente como «el hombre que se comió sus botas».
Franklin hizo otra expedición al Ártico en 1825. Con un grupo que incluía de nuevo a Richardson y a Back, viajó por el río Mackenzie para trazar un mapa de una sección más de la costa canadiense. Esta vez la expedición estuvo mejor organizada, con menos dependencia de la ayuda externa, y se cumplieron todos los objetivos principales. Después de una temporada al mando de barcos fuera del Ártico y un período infeliz como teniente teniente-gobernador de la tierra de Van Diemen, dirigió una expedición final para descubrir el Paso del Noroeste en 1845. Franklin desapareció casi sin dejar rastro, con sus 128 hombres y el misterio de su destino aún no se ha descubierto por completo. (ver: Expedición perdida de Franklin).
La historia de la Expedición Coppermine sirvió de influencia para Roald Amundsen, quien finalmente se convirtió en el primer hombre en recorrer todo el Paso del Noroeste, así como en el primero en llegar al Polo Sur. A la edad de quince años leyó el relato de Franklin y decidió que quería ser un explorador polar. Él recordaba:

Curiosamente, fueron los sufrimientos por los que tuvieron que pasar sir John y sus hombres los que más me atrajó de su relato. Un extraño impulso me hizo desear que algún día también yo pasara por lo mismo. Quizás fue el idealismo de la juventud, que a menudo toma la forma de martirio, lo que me hizo verme como una especie de cruzado en la exploración del Ártico.
Oddly enough, it was the sufferings that Sir John and his men had to go through which attracted me most in his narrative. A strange urge made me wish that I too one day would go through the same thing. Perhaps it was the idealism of youth, which often takes the form of martyrdom, that got me to see myself as a kind of crusader in Arctic exploration.
Amundsen